# ヘルベルト・ケーゲル
ヘルベルト・ケーゲル（Herbert Kegel, 1920年7月29日 - 1990年11月20日）は、ドイツの指揮者・合唱指揮者。

## 生涯

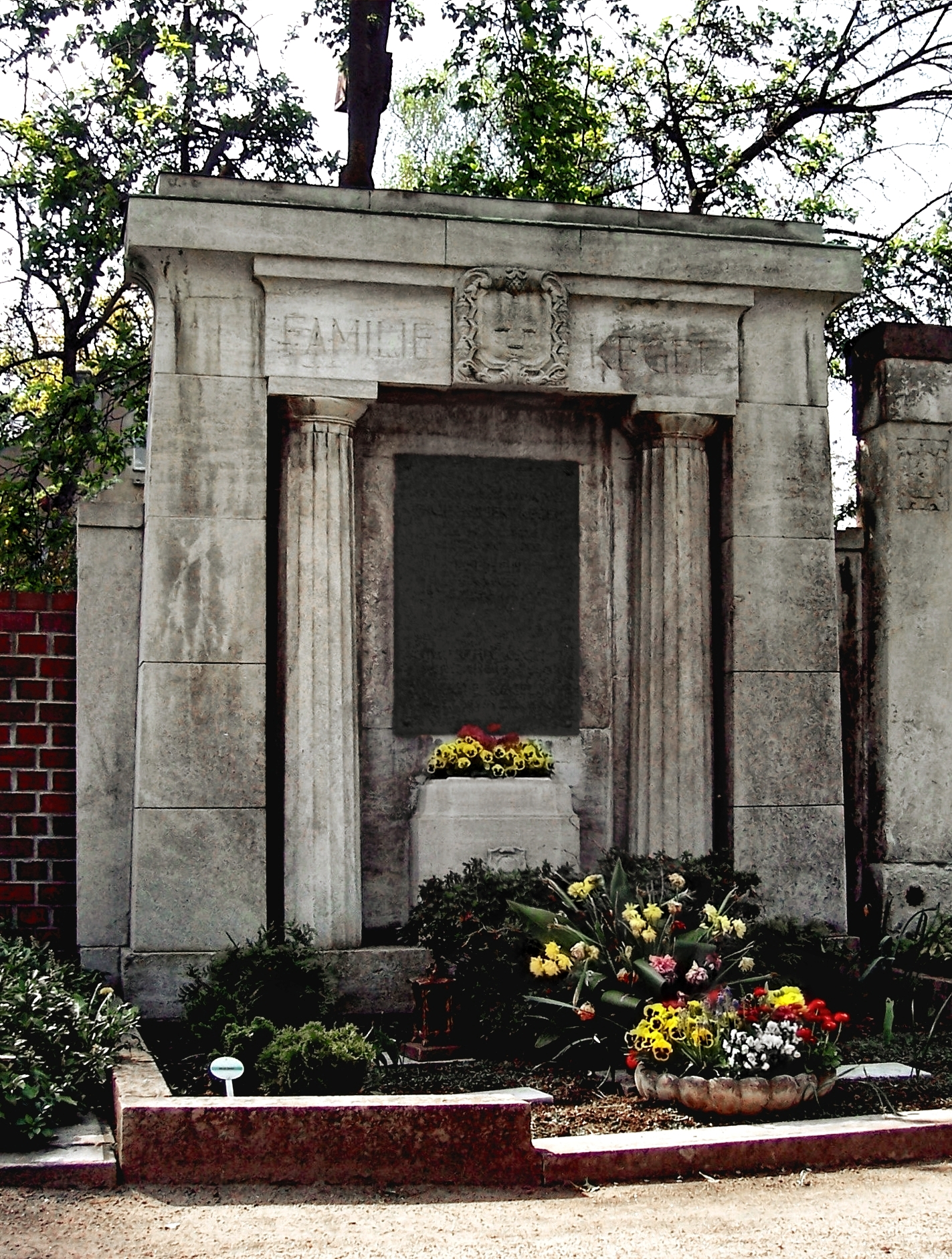
ヘルベルト・ケーゲルの墓

ドレスデンに生まれ、幼いうちから聖十字架合唱団の団員となる。はじめはピアニストを志すが、第二次世界大戦中に東部戦線で手榴弾の破片を受けて負傷し、指揮に転向した。指揮をアルフレート・シュティアー、カール・ベーム、クルト・シュトリーグラー、作曲をボリス・ブラッハー、パウル・デッサウに師事する。
ドレスデン郊外のピルナで指揮者としての活動を開始するが、まもなくロストックに移る。1949年にヘルマン・アーベントロートのアシスタントとしてライプツィヒに招かれ、ライプツィヒ放送交響楽団、ライプツィヒ放送合唱団の指揮者となる。ライプツィヒ放送合唱団は今日でも優秀な合唱団として評価が高いが、ケーゲルはその礎を築いた一人である。1956年のアーベントロートの死去に伴い、1978年までライプツィヒ放送交響楽団の首席指揮者となり、その後ドレスデン・フィルハーモニー管弦楽団の首席指揮者となる。日本へは1979年に初来日し、その後もたびたび訪れている。NHK交響楽団や東京都交響楽団を指揮した演奏の一部はCDで発売されている。
1990年10月のドイツ再統一の直後、11月に拳銃自殺した。
東ドイツ時代の放送用録音を含め、古典派から現代音楽に至る膨大な録音を残し、現代音楽に理解の少ない東欧ソ連型社会主義圏においてそれらの普及にも力を尽くした。

## 伝記
- Helga Kuschmitz, Herbert Kegel - Legende ohne Tabu. Ein Dirigentenleben im 20. Jahrhundert, Verlag Klaus-Jürgen Kamprad, 2003. ISBN 3-930550-27-X